# Chiesa di Sant'Antonio Abate (Avio)
La chiesa di Sant'Antonio Abate è una chiesa sussidiaria di Sabbionara, frazione di Avio in Vallagarina, Trentino. Fa parte della parrocchia di San Bernardino quindi rientra nella zona pastorale della Vallagarina dell'arcidiocesi di Trento  e risale al XIV secolo.

## Storia

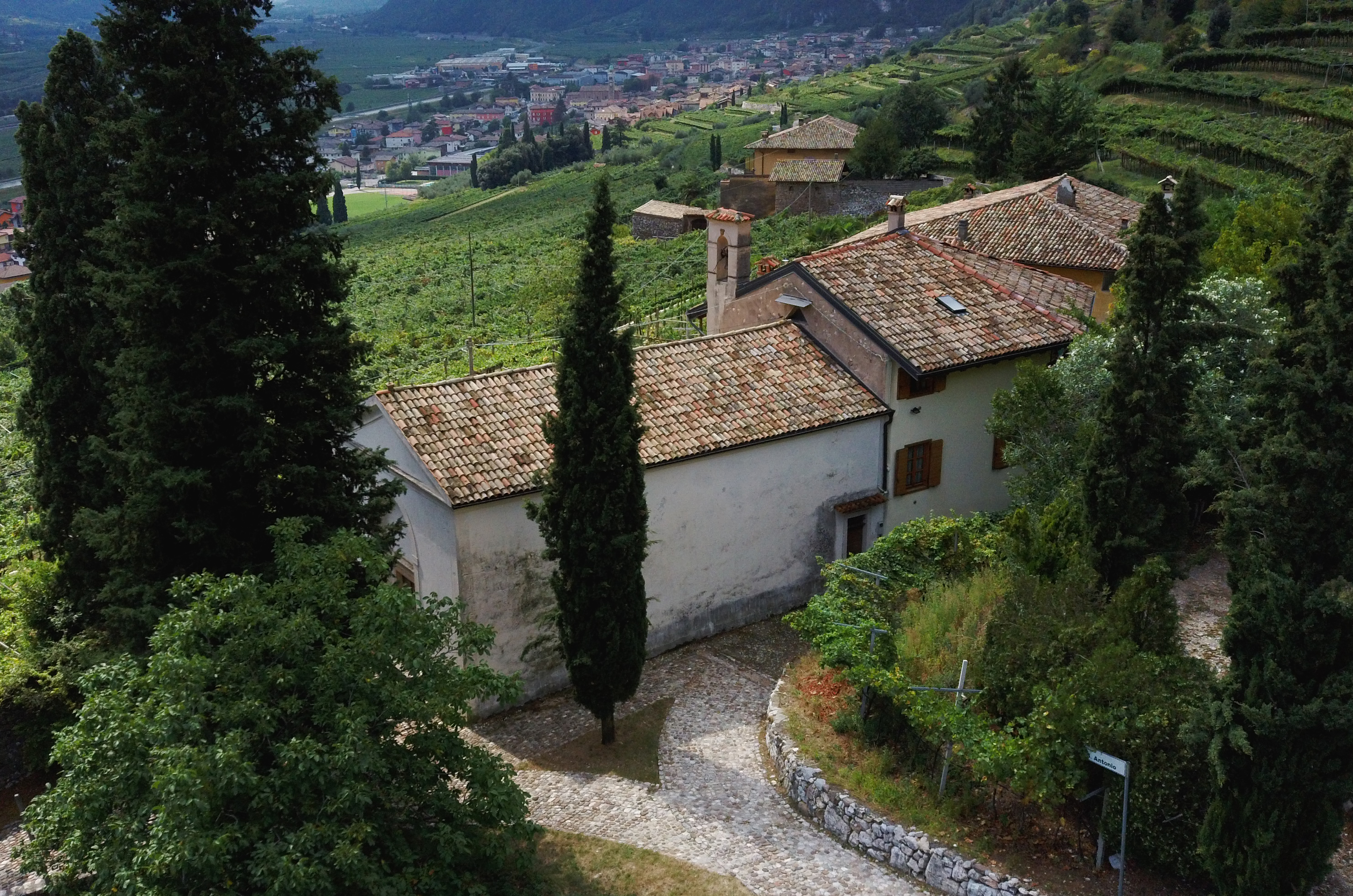
Vista aerea laterale

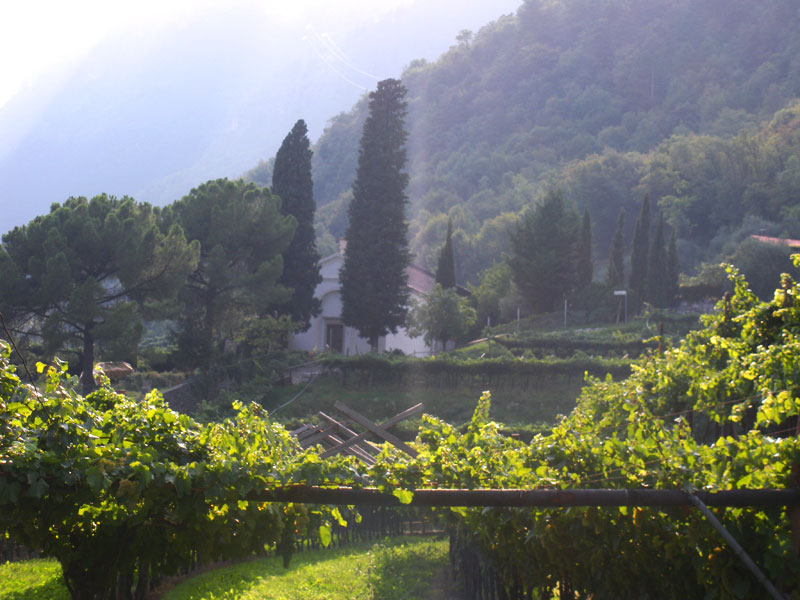
La chiesa nella periferia di Sabbionara

La nobile famiglia Castelbarco fece costruire una prima chiesa a Sabbionara di Avio tra il 1319 ed il 1322. Tale edificio in origine venne orientato verso sud, ed era dotato di un'abside di piccole dimensioni. Dopo la sua erezione gli interni vennero decorati.
Un'importante documentazione scritta che cita l'edificio è presente in un atto testamentario del 1410, firmato da Azzone Francesco Castelbarco. Questo scritto descrive la chiesa come affidata a monaci benedettini. Il nobile venne probabilmente sepolto accanto alla chiesa.
A cavallo tra i secoli XVIII e XIX l'edificio venne modificato in modo sostanziale, mutandone l'orientamento e quindi distruggendo l'abside precedente per collocarvi la facciata con il portale di accesso.
Nel corso del primo conflitto mondiale la chiesa fu danneggiata dall'utilizzo per i militari, e solo dopo la fine della guerra si procedette col suo restauro e venne restituita alle sue primitive funzioni.
Un nuovo restauro si è avuto all'inizio del XXI secolo.

## Descrizione

### Esterni
La chiesa si trova nei pressi del castello di Avio e presenta orientamento verso sud. La facciata è semplice, a capanna con due spioventi. Il portale è architravato e racchiuso in una più ampia cornice sormontata da un arco a tutto sesto.

### Interni
La sala è a navata unica, rettangolare, con un soffitto a vista costituito da capriate in legno. L'altare maggiore è ligneo e le pareti sono decorate con affreschi quattrocenteschi.